# Pahuatlán de Valle
Pahuatlán de Valle är en kommunhuvudort i Mexiko.   Den ligger i kommunen Pahuatlán och delstaten Puebla, i den sydöstra delen av landet, 140 km nordost om huvudstaden Mexico City. Pahuatlán de Valle ligger 1 067 meter över havet och antalet invånare är 3 490.
Terrängen runt Pahuatlán de Valle är bergig åt nordost, men åt sydväst är den kuperad. Pahuatlán de Valle ligger nere i en dal. Runt Pahuatlán de Valle är det ganska tätbefolkat, med 80 invånare per kvadratkilometer. Närmaste större samhälle är San Bartolo Tutotepec, 14,4 km norr om Pahuatlán de Valle. I omgivningarna runt Pahuatlán de Valle växer i huvudsak städsegrön lövskog.